# Ulrichita
L'ulrichita és un mineral de la classe dels minerals fosfats. Va ser descoberta l'any 1988 en una mina de l'estat de Victòria (Austràlia), sent nomenada així en honor de George H.F. Ulrich, mineralogista australià.
Un sinònim és la seva clau: IMA1988-006.

## Característiques químiques
És un uranil-fosfat hidratat de calci i coure. Pot ser extret com a mena de l'estratègic urani. Per la seva forta radioactivitat ha de ser manipulat i emmagatzemat amb els corresponents protocols de seguretat.

## Formació i jaciments
Es forma com a mineral secundari en cavitats miarolítiques en roques pegmatites de tipus granit. Sol trobar-se associada a altres minerals com: turquesa, calcosiderita, cyrilovita, torbernita, libethenita, sampleïta, saleeïta o fluorapatita.